# 一宮市立開明小学校
一宮市立開明小学校（いちのみやしりつかいめいしょうがっこう）は、愛知県一宮市開明にある公立小学校。

## 概要
- 旧・尾西市の小学校である。元は中島郡今伊勢町の小学校であり、1947年から1955年までは「今伊勢町立今伊勢西小学校」と称した。現在の今伊勢西小学校とは校区は隣接する。
- 住所に「城堀」の字名があり野附城の城域にあるとされる。西には「杁西郭」の字名もあり、西に城が広がっていたと思われる。

## 沿革
- 1873年（明治6年）9月11日 - 洗心学校が開校。野府村、小原新田、宮後村などの児童が通学する。
- 1876年（明治9年）5月8日 - 野府学校に改称する。
- 1880年（明治13年） - 小原学校を分離する。
- 1887年（明治20年）4月1日 - 奥公立学校に統合され、奥公立学校野府分校となる。
- 1888年（明治21年）4月1日 - 奥公立学校から独立し、開明学校となる。
- 1889年（明治22年）
  - 4月1日 - 小原学校を統合する。
  - 10月1日 - 開明村と宮後村が合併し、開明村が発足。
- 1892年（明治25年）5月 - 開明尋常小学校に改称する。
- 1893年（明治26年）4月 - 開明尋常高等小学校に改称する。
- 1899年（明治32年）8月21日 - 開明村の一部（宮後）が分離し、神戸村に編入される。
- 1901年（明治34年）4月 - 開明尋常小学校に改称する。
- 1906年（明治39年）5月1日 - 神戸村、開明村、馬寄村が合併し、今伊勢村発足。
- 1909年（明治42年） - 校舎を増築する。
- 1911年（明治44年） - 開明尋常高等小学校に改称する。
- 1941年（昭和16年）
  - 3月10日 - 今伊勢村が町制施行し、今伊勢町となる。
  - 4月1日 - 今伊勢町西国民学校に改称する。
- 1947年（昭和22年）4月1日 - 今伊勢町立今伊勢西小学校に改称する。
- 1955年（昭和30年）1月1日 - 朝日村、起町、今伊勢町の開明地区が合併し、尾西市が発足。同時に尾西市立開明小学校に改称する。
- 1970年（昭和45年）7月7日 - プールが完成する。
- 1974年（昭和49年）3月31日 - 新校舎（北校舎）が完成する。
- 1982年（昭和57年）3月1日 - 体育館が完成する。
- 1983年（昭和58年）10月30日 - 相撲場が完成する。
- 2005年（平成17年）4月1日 - 尾西市が一宮市に編入される。同時に一宮市立開明小学校に改称する。

## 通学区域
- 開明（開明字乾土、開明字杁先、開明字蒲原の一部、開明字絹屋田、開明字菖蒲田、開明字洗心、開明字出屋敷、開明字樋西の一部、開明字西池田の一部、開明字西出の一部、開明字畑添、開明字村上の一部を除く）[1]。

## 進学先中学校
- 一宮市立尾西第三中学校